# Jadwiga Sediwy
Jadwiga Sediwy (ur. 25 września 1923 w Brzesku, zm. 5 lutego 2019) – polska uczestniczka II wojny światowej, Honorowa Obywatelka Miasta Brzeska.

## Życiorys
W czasie okupacji niemieckiej podczas II wojny światowej znalazła się w pierwszym żeńskim transporcie więźniów do niemieckiego-nazistowskiego obozu koncentracyjnego Auschwitz-Birkenau z 1942 gdzie dostała nr obozowy 6863. Na początku 1945 została deportowana do obozu koncentracyjnego Ravensbrück, a następnie do Neustadt Gleve. Po wojnie uczestniczyła w spotkaniach z młodzieżą opowiadając o swoich wojennych doświadczeniach. W 2006 decyzją rady miejskiej za swą działalność została wyróżniona tytułem Honorowego Obywatela Miasta Brzeska.